# Olympische Sommerspiele 1988/Teilnehmer (Somalia)
| Gelbes Symbol für Goldmedaillen mit stilisierten Olympischen Ringen | Graues Symbol für Silbermedaillen mit stilisierten Olympischen Ringen | Braundes Symbol für Bronzemedaillen mit stilisierten Olympischen Ringen |
| ------------------------------------------------------------------- | --------------------------------------------------------------------- | ----------------------------------------------------------------------- |
| —                                                                   | —                                                                     | —                                                                       |

Somalia nahm an den Olympischen Sommerspielen 1988 in Seoul, Südkorea, mit einer Delegation von fünf Sportlern (allesamt Männer) an vier Wettkämpfen in einer Sportart (Leichtathletik) teil. Es konnten keine Medaillen errungen werden. Jüngster Athlet war die 5000-Meter-Läufer Aboukar Hassan Adani (20 Jahre und 91 Tage), ältester Athlet war der 1500-Meter-Läufer Jama Mohamed Aden (26 Jahre und 33 Tage). Es war die dritte Teilnahme des Landes an Olympischen Sommerspielen. Fahnenträger war Aboukar Hassan Adani.

## Teilnehmer nach Sportarten

### Leichtathletik
- Aboukar Hassan Adani
  - 5000 Meter

Runde eins: ausgeschieden in Lauf eins (Rang 13), 14:37,98 Minuten

- Jama Mohamed Aden
  - 1500 Meter

Runde eins: ausgeschieden in Lauf zwei (Rang elf), 3:49,84 Minuten

- Ahmed Mohamed Ismail
  - Marathon

Finale: Rennen nicht beendet

- Mohiddin Mohamed Kulmiye
  - Marathon

Finale: 2:58,10 Stunden

- Ibrahim Okash
  - 800 Meter

Runde eins: in Lauf drei (Rang drei) für das Viertelfinale qualifiziert, 1:48,97 Minuten
Viertelfinale: in Lauf zwei (Rang vier) für das Halbfinale qualifiziert, 1:46,55 Minuten
Halbfinale: ausgeschieden in Lauf zwei (Rang acht), 1:46,62 Minuten